# Großherzogtum Niederrhein

Wappen des Großherzogtums Niederrhein

Die preußische Provinz Niederrhein (rot) in Preußen (blau)

Das Großherzogtum Niederrhein war bis 1822 eine von zunächst zehn Provinzen (1822: 9, 1824: 8, 1850: 9, 1866/1868: 12, 1878: 13), in die der Staat Preußen nach dem Wiener Kongress 1815 durch die Verordnung wegen verbesserter Einrichtung der Provinzialbehörden vom 30. April 1815 eingeteilt wurde. Durch Fusion mit der benachbarten Provinz Jülich-Kleve-Berg ging sie 1822 in der Rheinprovinz auf. Mit der heute bekannten Region Niederrhein überlagerte sie sich kaum.

## Entwicklung
Das Großherzogtum umfasste im Wesentlichen bestimmte südlich und westlich von Köln gelegene Gebiete, das Kurfürstentum Trier, Teile von Luxemburg und Limburg, Manderscheid, Malmedy, Güter der Pfalz, der Rheingrafen, des Herzogtums Jülich, die Stadt Aachen sowie weitere kleinere Herrschaften. Nach dem Rückzug der französischen Besatzer im Zuge der Befreiungskriege wurden 1814 zunächst provisorisch die Generalgouvernements Mittelrhein und Niederrhein gebildet, aus denen dann das Großherzogtum Niederrhein entstand.
Der Sitz des Oberpräsidiums (Provinzialregierung) des Großherzogtums Niederrhein war in Koblenz. Oberpräsidenten waren von 1815 bis zum 28. März 1816 Johann August Sack und von 1816 bis zum 27. Juni 1822 Karl Freiherr von Ingersleben.
Ab 30. April 1815 umfasste das Großherzogtum Niederrhein zwei Bezirke:
- Regierungsbezirk Koblenz
- Regierungsbezirk Trier

Durch den am 20. November 1815 geschlossenen Zweiten Pariser Frieden kam als dritter der  
- Regierungsbezirk Aachen

hinzu. Die jeweiligen Verwaltungen nahmen zum 22. April 1816 ihre Tätigkeit auf.

### Wappen
1817 wurde dem Großherzogtum Niederrhein dadurch ein Wappen verliehen, dass König Friedrich Wilhelm III. den Titel „Großherzog vom Nieder-Rhein“, den er nach dem Wiener Kongress angenommen hatte, in seinem großen Wappen darstellen ließ. Das Wappen zeigt den preußischen Adler mit Herzschild. Der Herzschild trägt auf grünem Feld einen von rechts unten nach links oben verlaufenden, weißen (silbernen) Wellenbalken, der den Rhein und im Weiteren das Rheinland symbolisiert.

## Untergang des Namens
Nachdem am 1. Januar 1822 der Regierungsbezirk Kleve dem Regierungsbezirk Düsseldorf einverleibt worden war, wurden per königlicher Kabinettsorder am 22. Juni 1822 auch die Provinzen Großherzogtum Niederrhein und Jülich-Kleve-Berg vereinigt. Bis 1830 sprach man von den Rheinprovinzen, danach nur noch von der Rheinprovinz. Das Wappen wurde nach 1822 auf die Rheinprovinz übertragen und 1926 nach einem Entwurf von Wolfgang Pagenstecher mit Blick auf die republikanische Staatsform im Freistaat Preußen geändert. Verwaltungssitz des rheinischen Oberpräsidiums wurde Koblenz. Die preußische(n) Rheinprovinz(en) setzte(n) sich seit dem 27. Juni 1822 aus fünf Regierungsbezirken zusammen:
- Regierungsbezirk Aachen
- Regierungsbezirk Düsseldorf
- Regierungsbezirk Köln
- Regierungsbezirk Koblenz
- Regierungsbezirk Trier

Bei der Gliederung des preußischen Staatsgebietes in Wahlbezirke für das Preußische Herrenhaus, die von 1854 bis 1918 Gültigkeit hatte, erhielten die drei Regierungsbezirke der früheren Provinz Großherzogtum Niederrhein die Namen Moselland (Regierungsbezirk Trier), West-Jülich (Regierungsbezirk Aachen) und Ober-Rhein (Regierungsbezirk Koblenz). An die Farben und Symbole des Herzschilds knüpfte nicht nur die Provinz Nordrhein an, sondern auch das Land Nordrhein-Westfalen in seinem 1947 entworfenen Staatswappen. 1954 nahm der Landschaftsverband Rheinland dieses Wappen an.